# Nachtblut
A Nachtblut (németül "éjszakai vér") egy német gothic/melodic black metal zenekar, amely 2005-ben alakult Osnabrückben. Harmadik albumukhoz a Napalm Records-szal kötöttek szerződést. 2013-ban felléptek a Wacken Open Air és a Summer Breeze Open Air során. 2014-ben, 2017-ben és 2022-ben a Nachtblut a lipcsei Wave-Gotik-Treffen fesztiválon is fellépett. 2020 októberében a Nachtblut hatodik albumát adta ki Vanitas címmel. A Vanitashoz 500 különleges kiadású fadoboz tartozott, melyben az albumon kívül játékkártyák, bőr karszalag, sátáni bizonyítvány is volt.

## Tagok

### Jelenlegi tagok
- Askeroth - ének (2005-től napjainkig)
- Ablaz - basszusgitár (2016-tól napjainkig)
- Skoll - dob (2005-től napjainkig)
- Greif - gitár (2005-től napjainkig)

### Korábbi tagok
- Sacerdos - basszusgitár, háttérvokál (?-2012)
- Lymania - billentyűs hangszerek (2006-2015)
- Trym - basszusgitár (2012-2016)
- Amelie - billentyűs hangszerek (2016-2018)

## Diszkográfia
- Das Erste Abendmahl (2007)
- Antik (2011)
- Dogma (Napalm Records, 2012)
- Chimonas (Napalm Records, 2014)
- Apostasie (Napalm Records, 2017)
- Vanitas (2020)
- Todschick (2025)

## Külső linkek
- Nachtblut a Discogson
- Metal Storm
- Metal.it
- 2017 Album Review – Metal Hammer
- Sputnikmusic
- Album Review – Metal.de

## Fordítás
Ez a szócikk részben vagy egészben  a   Nachtblut című angol Wikipédia-szócikk ezen változatának fordításán alapul.  Az eredeti cikk szerkesztőit annak laptörténete sorolja fel. Ez a jelzés csupán a megfogalmazás eredetét és a szerzői jogokat jelzi, nem szolgál a cikkben szereplő információk forrásmegjelöléseként.